# Tropical Islands Resort
Tropical Islands Resort is een waterpark met een tropisch thema in het Duitse Krausnick-Groß Wasserburg, gesitueerd in een voormalige luchtschiploods, de grootste vrijstaande hal in de wereld. De hal is 360 meter lang, 210 meter breed en 107 meter hoog en heeft een oppervlakte van 66.000 m². De hal behoorde tot het bedrijf CargoLifter tot zijn faillissement in 2002. Het waterpark heeft een maximale capaciteit van 6.000 bezoekers per dag. In het eerste jaar dat het park open was trok het 975.000 bezoekers. Sinds 2018 is het park overgenomen door Parques Reunidos.

## Locatie
Het park ligt ongeveer 60 kilometer ten zuiden van het centrum van Berlijn, en 50 kilometer van de zuidelijke grens van de stad. Het ligt vlak bij Briesen. Het themapark staat op het terrein van het voormalige Sovjet-vliegveld Brand.